# Chirosia sikisima
Chirosia sikisima är en tvåvingeart som först beskrevs av Masayoshi Suwa 1974.  Chirosia sikisima ingår i släktet Chirosia och familjen blomsterflugor. Inga underarter finns listade i Catalogue of Life.